# Tribunale Superiore delle Acque Pubbliche
Il Tribunale Superiore delle Acque Pubbliche (in sigla TSAP) è un organo giurisdizionale dell'ordinamento italiano. Ha sede nel Palazzo di Giustizia a Roma ed ha competenza in determinate materie su tutto il territorio nazionale. L'attuale Presidente è Antonio Lamorgese, fratello dell'ex Ministro e prefetto Luciana Lamorgese. 

## Evoluzione storica
Nel 2019 è caduta la ricorrenza del centenario dell'istituzione della giurisdizione delle acque pubbliche articolata nel tribunale superiore delle acque pubbliche (TSAP) e nei tribunali regionali delle acque pubbliche (TRAP).
Come ricordato dall'allora presidente del TSAP, Stefano Schirò,
"..la genesi dei tribunali delle acque trova la sua collocazione all'interno dell'abolizione del contenzioso amministrativo, avvenuta nel 1865, in quanto il contenzioso relativo alle acque pubbliche fu fatto rientrare nella competenza del giudice ordinario per quanto atteneva alla protezione dei diritti soggettivi e in capo al Consiglio di Stato per la tutela degli interessi legittimi. Il progredire dell'industria della necessità di sfruttare al meglio le risorse idriche avevano nel tempo portato alla creazione di una complessa normativa che richiedeva una giurisdizione specifica, in grado di trattare e risolvere complesse questioni anche sul piano tecnico".
Si sentì, quindi, la necessità di istituire un "Tribunale delle acque pubbliche" che inizialmente cumulava in sé la giurisdizione civile e amministrativa, esercitando la propria cognizione in un unico grado di giudizio (d.lgt. 20 novembre 1916, n. 1644).
Il TSAP venne istituito col regio decreto 11 dicembre 1933, n. 1775. Tuttavia l'esiguità delle sentenze emanate, in appello delle 8 sedi dei Tribunali regionali delle acque pubbliche, avevano portato il Governo col decreto legge 11 novembre 2002, n. 251 alla soppressione sia dei Tribunali regionali che del Tribunale superiore delle acque pubbliche, con contestuale suddivisione delle competenze tra i giudici ordinari e i tribunali amministrativi regionali.
Tuttavia la legge di conversione 10 gennaio 2003, n. 1, non ha convertito in legge tale parte del decreto, limitandosi a modificarne la composizione per sanare la sentenza di illegittimità costituzionale della Corte costituzionale.

## Competenze
Il Tribunale Superiore delle acque pubbliche decide in grado di appello le cause in materia di diritti soggettivi, ai sensi dell'art. 142 del R.D. n. 1175/1933, sulle controversie relative alla demanialità delle acque, per i limiti dei corsi d'acqua, bacini idrici naturali od artificiali, sugli alvei e sulle sponde dei fiumi, ecc.; controversie relative a diritti relativi alle derivazioni e utilizzazioni di acque pubbliche; controversie riguardanti l'occupazione a qualunque titolo di fondi e terreni e conseguenti indennità; controversie per risarcimenti di danni dipendenti da qualunque opera eseguita dalla pubblica amministrazione; ricorsi previsti dagli artt. 25 e 29 del RD 8 ottobre 1931 n. 1604, recante TU delle leggi sulla pesca.
Quale organo di giurisdizione amministrativa il tribunale Superiore ha competenza in materia di interessi legittimi, ai sensi dell'art. 143 T.U. acque, sui ricorsi per incompetenza, per eccesso di potere e per violazione di legge avverso i provvedimenti presi dalla amministrazione in materia di acque pubbliche; sui ricorsi, anche per il merito, contro i provvedimenti dell'autorità amministrativa relativi all'esecuzione di opere idrauliche di cui all'art. 217 T.U. acque; in tema di contravvenzioni che alterino lo stato delle cose, nonché contro i provvedimenti adottati dall'autorità amministrativa in materia di regime delle acque pubbliche di cui all'art. 221 T.U. acque; sui ricorsi in materia di diritti esclusivi di pesca.
Infine, ha competenza sia in grado di appello che in sede di legittimità anche per le controversie relative alle acque pubbliche sotterranee e per quelle concernenti la ricerca, l'estrazione e l'utilizzazione delle acque sotterranee nei comprensori soggetti a tutela sempre che le controversie interessino la pubblica amministrazione.

## Composizione
Ne fanno parte:
- un Presidente, che esercita le funzioni direttive superiori di legittimità.
- un Presidente supplente, scelto fra i Presidenti di sezione della Corte Suprema di Cassazione
- quattro Consiglieri di Cassazione
- quattro Consiglieri di Stato
- tre esperti, iscritti nell'albo degli ingegneri

Se la sentenza si emette in grado di appello si decide con cinque votanti: il Presidente, due consiglieri di Cassazione, un consigliere di Stato e un tecnico; se viene emessa in sede di giurisdizione amministrativa si decide con sette votanti: il Presidente, due consiglieri di Cassazione, tre consiglieri di Stato e un tecnico.